# Finsk kalklav
Finsk kalklav (Endocarpon adsurgens) är en lavart som beskrevs av Edvard(Edward) August Vainio. Finsk kalklav ingår i släktet Endocarpon, och familjen Verrucariaceae. Enligt den finländska rödlistan är arten sårbar i Finland. Arten är reproducerande i Sverige. Artens livsmiljö är kalkstensklippor och kalkbrott, inklusive bar kalkjord.